# Piloctenus pilosus
Piloctenus pilosus is een spinnensoort uit de familie van de kamspinnen (Ctenidae).De wetenschappelijke naam van de soort werd voor het eerst geldig gepubliceerd in 1899 door Thorell als Ctenus pilosus.

## Voorkomen
De soort komt voor in met westen en midden van Afrika.